# Le Sang de l'Olympe

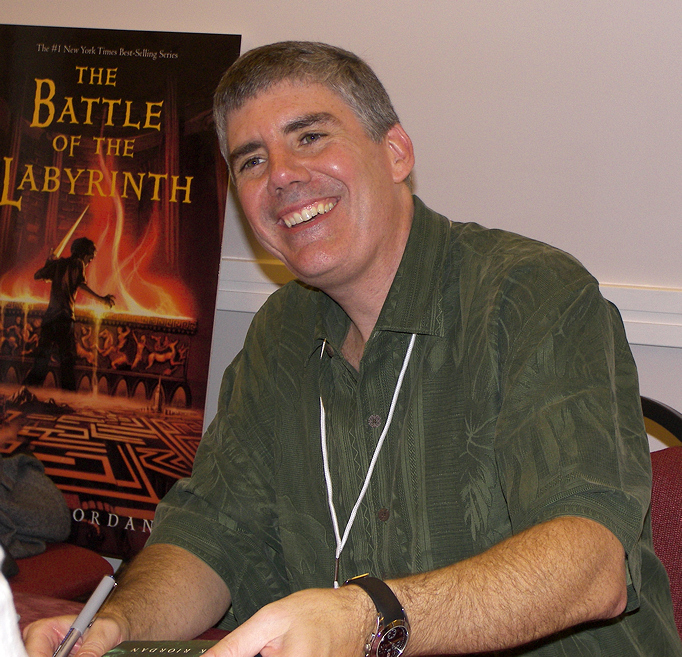
Rick Riordan en 2007.

Le Sang de l'Olympe (titre original  : The Blood of Olympus) est le cinquième et dernier tome de la série Héros de l'Olympe écrit par Rick Riordan. Le livre est paru aux États-Unis le 7 octobre 2014 puis en France le 11 mars 2015.

## Résumé
Les sept héros de l'Olympe sont en route pour Athènes. 
Un trio, Jason, Piper et Annabeth vont à Ithaque, et durant un combat, Jason est mortellement blessé. Mais il réussit à guérir. En route, Percy, Hazel, Frank et Léo capturent Niké, la déesse de la victoire, pour avoir cette dernière avec eux. Plusieurs missions minimes se poursuivent, comme Annabeth et Piper chargées de retrouver une statue du dieu enchaîné, à Sparte. De leur côté, Nico, Reyna et Hedge sont poursuivis par Orion, un géant chasseur rival d'Artémis. Reyna est enlevée par les Chasseresses où elle retrouve Thalia Grâce et sa sœur Hylla. 
Pendant que les Sept sont en train de récupérer le remède du médecin, Octave prépare l'assaut sur la Colonie des Sang-Mêlé, allant même jusqu'à sympathiser avec des monstres. À Athènes, les Sept rencontrent le premier roi d'Athènes, qui tente de les tromper. Mais grâce au pouvoir d’enjôlement de Piper, il emmène Percy, Piper et Annabeth à l'Acropole. Déguisés grâce à la Brume de Hazel, Percy, Annabeth et Piper se fondent dans les monstres et les géants. Mais ils sont repérés et Annabeth est blessée. Les autres les rejoignent. Les Sept se retrouvent face aux Géants, blessés et fatigués. Alors qu'ils pensent qu'ils ont évité le pire, Percy saigne du nez et réveille Gaïa. Les dieux de l'Olympe rejoignent alors et les aident. Ils triomphent. 
Reyna, quant à elle, réussit à rapporter l'Athéna Parthénos à la Colonie des Sang-Mêlé, et donc fait la paix entre Grecs et Romains. C'est à ce moment que le vaisseau des Sept arrive, lancé d'une grande tape par Zeus depuis Athènes. Là, l'Argo II s'écrase, trop endommagé par les géants et par Zeus. Mais Léo ayant prévu le coup, Festus jaillit des débris de l'Argo II.Gaïa s'éveille, mais est tuée par Léo, (il est "aidé" par Octave qui meurt accidentellement en se prenant les pieds dans un cordage d'un onagre, il est alors propulsé sur Gaïa au moment où Léo s'enflamme et "explose" tuant Gaïa, Octave est nommé quelque peu ironiquement "sauveur de Rome" comme la prophetie l'annonçait, mais pas comme il le croyait.) qui en l'emmenant dans le ciel, loin de son territoire, réussit à l'achever en se sacrifiant. Léo meurt donc, mais Festus lui administre le remède du médecin et il "ressuscite" à la fin du tome, Léo retrouve Calypso et repart avec elle.

## Personnages principaux
- Percy Jackson, fils de Poséidon
- Annabeth Chase, fille d'Athéna
- Jason Grace, fils de Jupiter
- Piper McLean, fille d'Aphrodite
- Léo Valdez, fils d'Héphaïstos
- Frank Zhang, fils de Mars
- Hazel Levesque, fille de Pluton
- Nico di Angelo, fils d'Hadès
- Reyna Avila Ramirez-Arellano, fille de Bellone
- Gleeson Hedge, satyre

## Points de vue
L'histoire est racontée depuis les points de vue de Jason, Piper, Léo, Nico et Reyna. C'est ainsi le premier et seul livre de la série où un personnage autre que les Sept aura son point de vue.
| Personnages | Chapitres                                                       |
| ----------- | --------------------------------------------------------------- |
| Jason       | 1, 2, 3, 4, 25, 26, 27, 28, 49, 50, 51, 52.                     |
| Reyna       | 5, 6, 7, 8, 21, 22, 23, 24, 37, 38, 39, 40.                     |
| Léo         | 9, 10, 11, 12, 33, 34, 35, 36, 58.                              |
| Nico        | 13, 14, 15, 16, 29, 30, 31, 32, 45, 46, 47, 48, 53, 54, 55, 56. |
| Piper       | 17, 18, 19, 20, 41, 42, 43, 44, 57.                             |